# Brodiaea kinkiensis
Brodiaea kinkiensis är en sparrisväxtart som beskrevs av C.J.G. Niehaus. Brodiaea kinkiensis ingår i släktet Brodiaea och familjen sparrisväxter. Inga underarter finns listade i Catalogue of Life.

## Bildgalleri

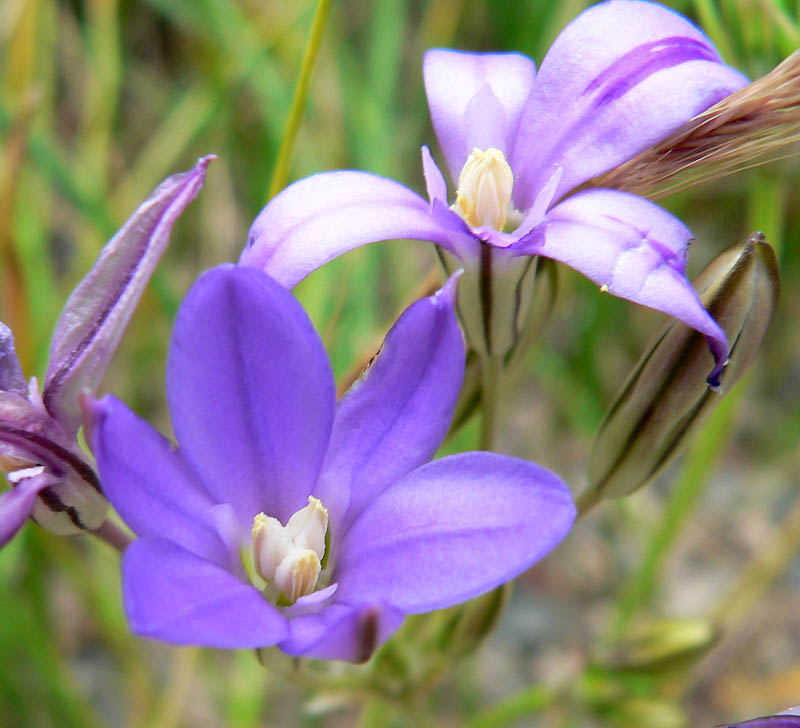
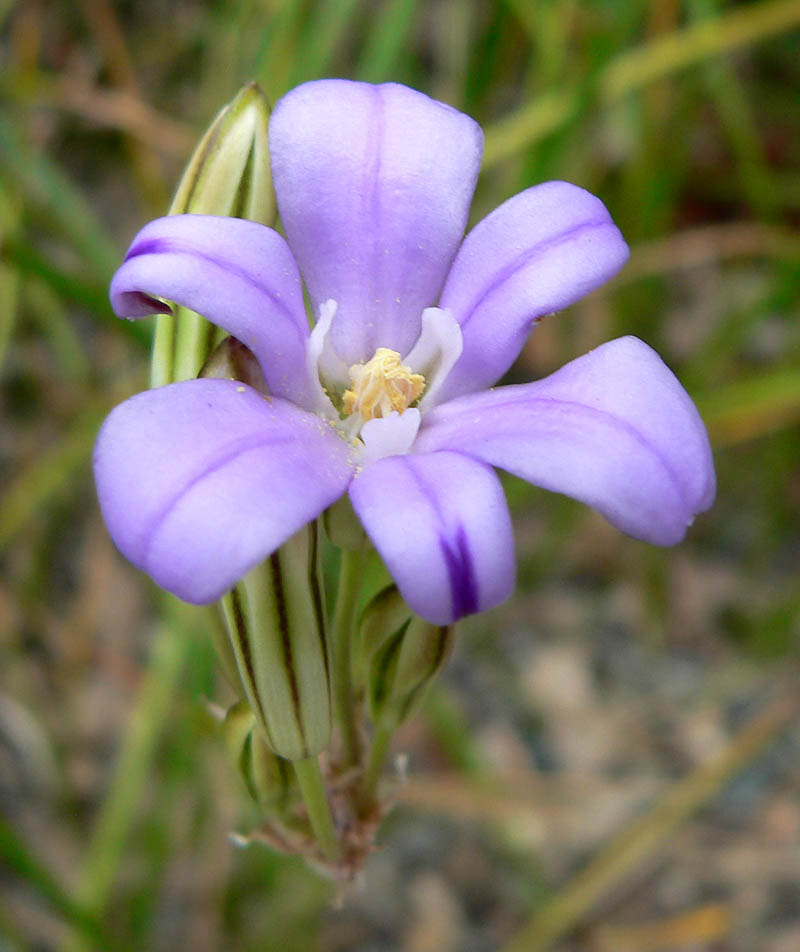
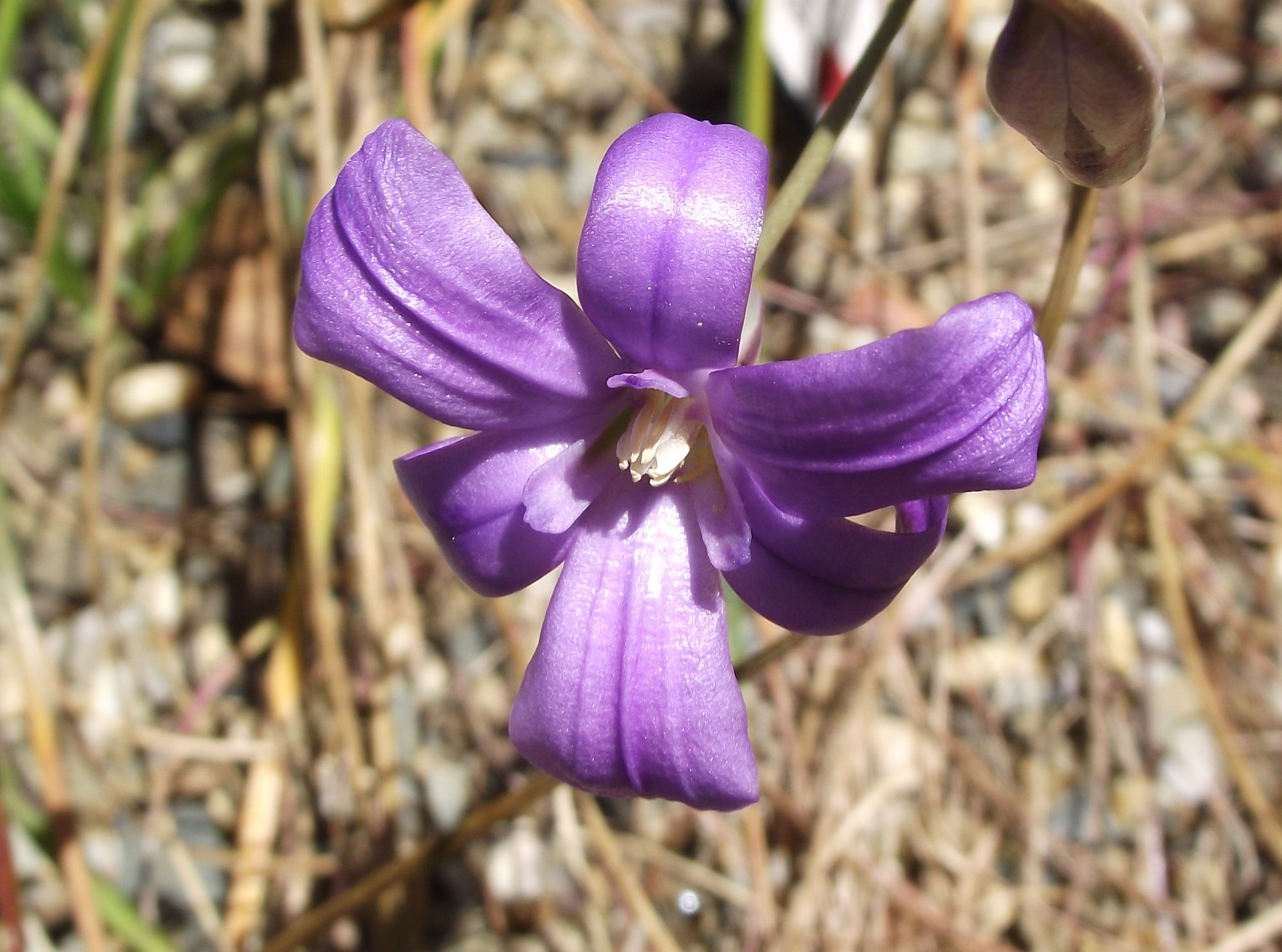